# Dispersione degli inquinanti in atmosfera
Viene trattata la dispersione di un pennacchio di fumo (in inglese smoke plume) emessa da una sorgente che può essere considerata di tipo puntiforme ed elevata a una certa quota in atmosfera.

## L'altezza della sorgente
Le sorgenti di emissione sono caratterizzate da 3 tipi di geometrie:
- puntiformi (ciminiere, palazzi, industrie);
- lineari (autostrade);
- con superficie estesa (città o in generale insiemi di sorgenti puntiformi ravvicinate).

Verrà ora trattata una sorgente puntiforme elevata in altezza
Fig. I – Rappresentazione dell'emissione di una ciminiera di altezza hs in condizioni di vento costante di intensità moderata. Per conoscere l'altezza dalla quale gli inquinanti inizieranno a diffondersi è necessario tenere conto di una quota Δh determinata dalla velocità di uscita del particolato dal camino.
{\displaystyle H_{s}=h_{s}+\triangle h}
con
{\displaystyle \triangle h=\nu _{u}\left({\frac {dM}{dt}};S\right)\Delta t-{\frac {1}{2}}gt^{2}-\beta (d_{A};\sigma )\nu (t)}
dove:
- {\displaystyle v_{u}} è la velocità di uscita del materiale particolato.

La dipendenza da dM/dt, cioè dal tasso di emissione, è da ricondurre ai parametri della sorgente.
La dipendenza dalla sezione viene semplicemente dalla legge di continuità:
{\displaystyle Sv_{u}=cost.=[m^{3}/s]}
- β è un coefficiente di viscosità dipendente dal diametro aerodinamico dA delle particelle e dalla loro sezione d'urto σ.

Da notare che l'espressione per il Δh vale per delle particelle sufficientemente massive da poterne trascurare l'effetto della forza di Archimede. Inoltre v(t) ha segno positivo in fase di salita e negativo in fase di discesa; quindi il termine di viscosità, che ha sempre segno opposto alla direzione del moto, diventa positivo quando le particelle iniziano a cadere.

## Andamento delle concentrazioni
Si cercherà ora di studiare l'andamento della concentrazione degli inquinanti. Per fare questo si assumerà che:
- il particolato sia inerte e leggero, con diametro inferiore a 20 µm;
- il particolato sia soggetto al solo movimento per diffusione;
- sia trascurabile ogni effetto di turbolenza;
- si considererà la distribuzione per tempi maggiori di 10 minuti dall'uscita dal camino e per distanze comprese tra 200 m e 10 km dal camino stesso;
- il vento sarà di tipo laminare, con velocità inferiore a 7 m/s.

Se tutte queste condizioni saranno soddisfatte ci sarà una distribuzione gaussiana nelle direzioni {\displaystyle {\widehat {y}}} e {\displaystyle {\widehat {z}}}. Allora posta {\displaystyle \chi (y,z-H_{s})} la concentrazione di particolato, è possibile trovare la distribuzione nel piano yz centrata alla quota Hs, oppure lungo la direzione dei massimi gaussiani ancora in quota Hs, oppure sul piano di terra, oppure ancora lungo la direzione dei massimi gaussiani sul piano di terra:
{\displaystyle \chi (y,z-H_{s})={\frac {\chi (x)}{2\pi \sigma _{y}\sigma _{z}}}exp\left[-{\frac {y^{2}}{2\sigma _{y}^{2}}}-{\frac {(z-H_{s}^{2})}{2\sigma _{z}^{2}}}\right]}
{\displaystyle \chi (y=0,z-H_{s})={\frac {\chi (x)}{2\pi \sigma _{y}\sigma _{z}}}exp\left[-{\frac {(z-H_{s}^{2})}{2\sigma _{z}^{2}}}\right]}
{\displaystyle \chi (y,z-H_{s}=0)={\frac {\chi (x)}{2\pi \sigma _{y}\sigma _{z}}}exp\left[-{\frac {y^{2}}{2\sigma _{y}^{2}}}\right]}
{\displaystyle \chi (y=0,z-H_{s}=0)={\frac {\chi (x)}{2\pi \sigma _{y}\sigma _{z}}}}
Fig. II – Nella parte centrale c'è la rappresentazione sul piano yz della distribuzione gaussiana con i riferimenti a una deviazione standard e due deviazioni standard. Nella parte destra c'è l'andamento della concentrazione alternativamente lungo y o lungo z per due sezioni {\displaystyle \Pi _{1}} e {\displaystyle \Pi _{2}} della parte sinistra prese a distanza x diversa.

## Velocità di deposizione
La distribuzione gaussiana descritta precedentemente non tiene conto della variabilità della velocità di deposizione delle particelle in funzione del diametro aerodinamico.

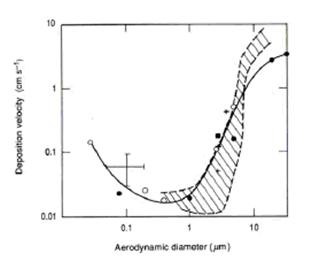

Fig. III – Andamento della velocità di deposizione delle particelle in funzione del diametro aerodinamico.
Per trovare la spiegazione di queste differenze occorre considerare due effetti:
- le particelle con {\displaystyle d_{A}} maggiore di 1 µm sedimentano per gravità e sono soggette alla forza di attrito viscoso di Stokes: {\displaystyle {\vec {F}}\ \propto \eta d_{A}{\vec {\nu }}} dove η è il coefficiente di viscosità dell'aria;
- le particelle con {\displaystyle d_{A}} inferiore a 0,1 µm si comportano come molecole e sono soggette a moto browniano. Per tale motivo sedimentano per diffusività;
- la frazione di particolato con dimensioni intermedie ai due intervalli precedenti ha una velocità di deposizione molto bassa, a causa del fatto che nessuno dei due effetti descritti precedentemente assume un ruolo importante. Quindi tali particelle rimangono sospese molto più a lungo in atmosfera.

Per avere un'idea sull'entità della distorsione riferita alla concentrazione in quota, basta eseguire qualche conto elementare. Prendendo le velocità dal grafico
| dA = 20 µm  |
| vD = 3 cm/s |

| dA = 10 µm  |
| vD = 1 cm/s |

| dA = 1 µm      |
| vD = 0,02 cm/s |

| dA = 0,1 µm    |
| vD = 0,03 cm/s |

È chiaro allora che in realtà la gaussiana descritta precedentemente non ha molto senso dato che andrebbe fatta una curva normale per ogni classe dimensionale di inquinanti.

## Effetto del vento
Rimane ancora da esaminare la distribuzione degli inquinanti lungo l'asse x. Anzitutto in condizioni di vento, anche debole, non ha senso tenere in considerazione la diffusione in direzione x, perché il primo effetto del vento è quello di trasformare la geometria della sorgente da puntiforme a lineare: tutti i contributi si compenserebbero per dare come risultato una concentrazione costante. Se invece il vento non ci fosse, allora la sorgente sarebbe davvero puntiforme e la concentrazione andrebbe con l'esponenziale negativo della gaussiana vista precedentemente anche sull'asse x.
Altro effetto del vento è quello di diluire la concentrazione degli inquinanti in modo inversamente proporzionale alla sua velocità u, per la stessa ragione per cui la distanza tra le auto in Formula 1 si esprime in termini di tempo e non di spazio. Infatti assumendo che il fumo dalla ciminiera esca in modo costante, quando le molecole (o le nuvolette di fumo) vengono investite dal vento e si mettono in moto, nel tempo che intercorre fino all'arrivo della prossima molecola (o nuvoletta) percorreranno un tratto tanto maggiore quanto maggiore è la velocità del vento.
{\displaystyle \chi (x)={\frac {\chi (x,z-H_{s})}{u}}}

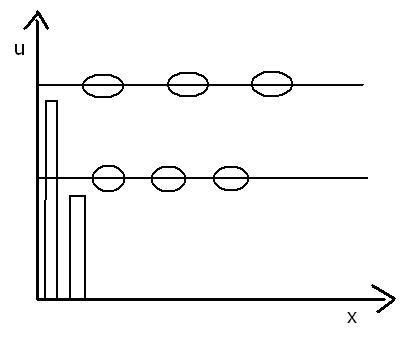

Fig. IV – La spaziatura tra le nuvolette di fumo è proporzionale alla velocità del vento, mentre la concentrazione lungo l'asse x ne è inversamente proporzionale.
È chiaro allora che, fissata la velocità del vento, la concentrazione lungo l'asse x è virtualmente costante e questa è la ragione per cui il trasporto orizzontale avviene anche a grandi distanze dalla sorgente. O meglio, fissata la quota di inquinanti che arriva a terra per diffusione, la dispersione orizzontale (che interessa chi vive sotto la fumata) avviene lungo il solo asse y per mezzo ancora della diffusione, cioè è una dispersione unidimensionale.
Comunque per quanto riguarda il vento la realtà è ben diversa. I sistemi di circolazione locali (brezze di mare e di terra, venti di valle e di montagna, venti di città) non producono una circolazione efficiente per tre ragioni:
- la loro velocità è piuttosto bassa (meno di 7 m/s);
- sono dei sistemi a circolazione chiusa;
- spirano con versi opposti fra il giorno e la notte.

Da notare che gli ultimi due punti implicano che non c'è un reale scambio d'aria.

## Dispersione degli inquinanti in relazione alla stabilità

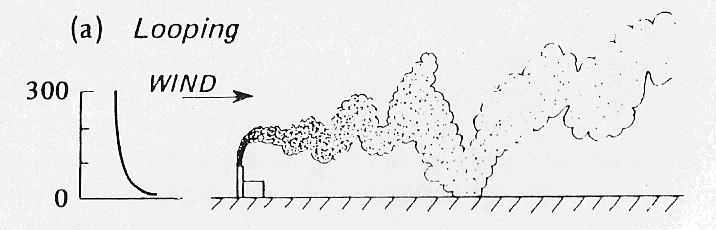
Looping

Il looping è una condizione di forte instabilità tipica di un giorno d'estate. Dato che le celle convettive sono più grandi del diametro della fumata, l'effetto è principalmente di trasporto lungo un cammino sinuoso. Proprio a causa del cammino casuale è possibile che la fumata tocchi il suolo anche a grande distanza dalla ciminiera.

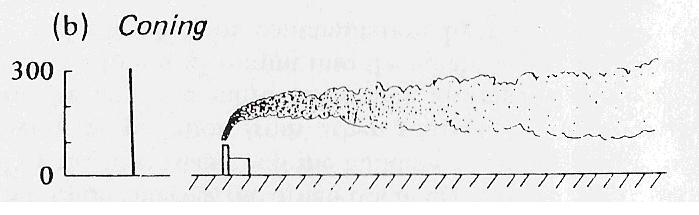
Coning

Il coning rappresenta la situazione descritta precedentemente dalla dispersione gaussiana. Avviene in una situazione molto particolare, di stabilità neutra dell'atmosfera, e per questo in genere non dura più di mezz'ora. È quindi uno stato di transizione verso la stabilità o viceversa e può verificarsi sia di giorno che di notte in tutte le stagioni.

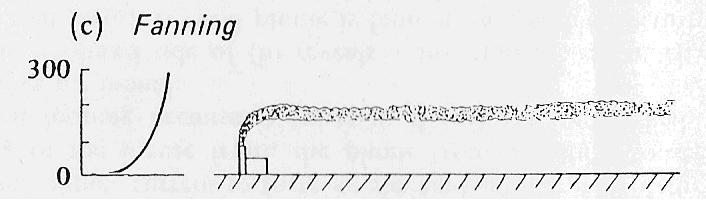
Fanning

Il fanning rappresenta il comportamento in condizioni di inversione termica. Molto spesso avviene di notte in presenza dell'anticiclone con turbolenza praticamente assente. Dato che la dispersione verticale è ridotta praticamente a zero dalla forte stabilità, è possibile che la fumata arrivi a 100 km di distanza quasi con la stessa concentrazione di partenza.

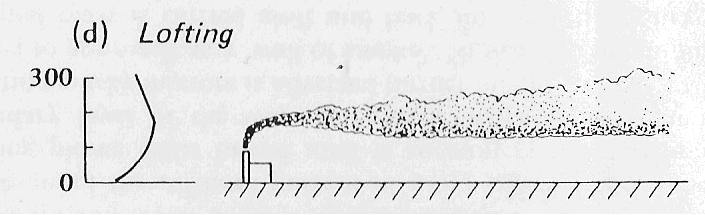
Lofting

Il lofting è la condizione ideale per la dispersione perché la linea di inversione corre al di sotto della ciminiera. Questo impedisce l'arrivo degli inquinanti al suolo e, al contrario, ne favorisce la dispersione in quota. È facile che si verifichi in serata, quando il raffreddamento del suolo produce l'inversione termica. Sfortunatamente dura poco.

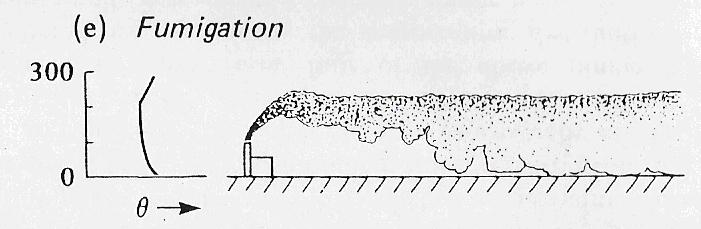
Fumigation

Il fumigation rappresenta la condizione opposta a quella del lofting. In questo caso la linea di inversione giace al di sopra della ciminiera. Già questo di per sé impedisce la dispersione in quota. In più al di sotto si trova uno strato di instabilità che favorisce una dispersione disastrosa a terra. Fortunatamente dura poco anche questo.
Nota: in tutti questi disegni il grafico di sinistra fa uso dell'andamento della temperatura potenziale θ per riconoscere la condizione di stabilità o instabilità dell'atmosfera. Questo perché se si fosse fatto uso della normale temperatura, allora la stabilità sarebbe stata caratterizzata non da una diminuzione della temperatura con la quota, ma da una diminuzione più accentuata rispetto al gradiente adiabatico secco; ben difficile da riconoscere.
Invece la temperatura potenziale, per come è stata definita, è ideale per identificare la differenza tra stabilità e instabilità: questa è, per ogni punto in quota, la temperatura che avrebbe l'ipotetica particella d'aria secca se portata alla pressione di riferimento di terra lungo un'adiabatica secca. Quindi un andamento verticale, come quello della dispersione looping, identifica un andamento del gradiente reale esattamente uguale a quello del gradiente adiabatico secco. Inoltre una pendenza negativa vuol dire una pendenza del gradiente reale minore di quella del gradiente adiabatico secco e viceversa.

## Modelli di dispersione in atmosfera
I modelli di dispersione in atmosfera sono modelli matematici in grado di simulare il trasporto, la dispersione in atmosfera e la ricaduta al suolo degli inquinanti emessi. Questi strumenti di calcolo, previa immissione di opportuni dati di input, restituiscono il campo di concentrazione spazio-temporale degli inquinanti.
Una volta ottenuto il campo spazio-temporale della concentrazione, i modelli di dispersione dispongono di un post-processore che elabora l'output del modello per estrarre mappe di impatto o calcolare parametri di interesse (concentrazione massima o media, percentili, frequenze di superamento di soglie stabilite dall’utente). Questo consente di schematizzare l'output del modello in un formato idoneo ad una buona visualizzazione e comprensione permettendo, per esempio, un facile confronto tra i valori di concentrazione al suolo ed eventuali limiti normativi.